# Clubiona bashkirica
Clubiona bashkirica är en spindelart som beskrevs av Mikhailov 1992. Clubiona bashkirica ingår i släktet Clubiona och familjen säckspindlar. Inga underarter finns listade i Catalogue of Life.